# Diocèse d'Accia
Le diocèse d'Accia est un diocèse corse disparu qui regroupait les pièves d'Ampugnani et de Rostino. Il est restauré comme siège titulaire.

## Histoire
Le diocèse d'Accia (en latin : Dioecesis Acciensis) est un ancien diocèse de l'Église catholique en France. Il est un des six diocèses historiques de l'île de Corse.
Initialement il pourrait avoir été le siège d'un chorévêque résidant dans une zone à évangéliser autour du San Petrone, d'où les noms de titulaires des Xe et XIe siècles.
Accia est d'abord, comme tous les évêchés de Corse, suffragant de l'archidiocèse de Pise, puis passe, en 1133, avec les diocèses de Mariana et de Nebbio, sous la juridiction de l'archidiocèse de Gênes.
Plus petit diocèse de l'île, il ne couvrait que deux pièves, Ampugnani et Rostino, détachées respectivement des diocèses de Mariana et d'Aléria. Son territoire correspondait à celui des communes actuelles suivantes : Bisinchi, Casabianca, Casalta, Castello-di-Rostino, Castineta, Croce, Ficaja, Gavignano, Giocatojo, Morosaglia, Piano, Poggio-Marinaccio, Polveroso, La Porta, Pruno, Quercitello, Saliceto, San-Damiano, San-Gavino-d'Ampugnani, Scata, Silvareccio et Valle-di-Rostino.
En 1563, le pape Pie IV, réunit Accia au diocèse de Mariana qui devient diocèse de Mariana et Accia (en).
Depuis le Concordat de 1801 et jusqu'à nos jours, le diocèse de Mariana et Accia, et tous les anciens diocèses corses, sont incorporés au diocèse d'Ajaccio. Accia reste néanmoins un siège titulaire.

## La cathédrale
La chapelle San Petru d'Accia (Saint-Pierre), appelée aussi San Petruculu se trouvait au flanc du Monte San Petrone, sur la commune actuelle de Quercitello. On peut encore voir ses ruines, situées à 20 minutes de marche du col de Prato.